# Сёренсен, Курт
Курт Сёренсен (дат. Curt Sørensen, 1938—2021) — датский историк, политолог и общественный деятель неомарксистского направления, близкий «Левым социалистам». Почётный профессор Орхусского университета. Автор фундаментальных трудов по истории и политическим наукам: «Между демократией и диктатурой» (дат. Mellem Demokrati og Diktatur, 2 тома, 1992), «Государство, нация, класс» (дат. Stat, Nation, Klasse; в 3-х томах, 2013—2014) и др.

## Биография
Родился в рабочей семье. Отец был металлургом, участником профсоюзного движения и Социал-демократической партии. Мать происходила из немецкой общины, выехав с Украины в межвоенный период. Курт был среди первых студентов, поступивших на новый факультет политологии Орхусского университета в 1959 году.
Критично настроенный и к социал-демократам, и к просоветской Компартии (которую находил слишком сталинизированной), он присоединился к отколовшейся от последней и занимавшей между ними промежуточную позицию Социалистической народной партии, а следом в 1967 году — к выделившейся из той марксистской партии «Левые социалисты». Будучи одним из её идеологов,
в конце 1980-х он написал громкую статью с призывом к «социалистическому избирательному фронту» и был вовлечён в конференции и переговоры, вылившиеся в создание новой Красно-зелёной коалиции.

## Работы
- Marxismen og den sociale orden. 1976
- Marx' og Engels' demokratiteori. 1979
- Den historiske materialisme i lyset af nyere diskussion om social handlen og social objektivitet. 1991
- Mellem Demokrati og Diktatur. 1992
- Social classes and democracy — different Trajectories. 1997
- Marx' klasseanalyse som en integreret og flerdimensional magtteori. 2001
- The Labour Movement in the First Austrian Republic. 2002
- Myten om den «socialistiske Sovjetunion» og dens funktion i højrefløjens ideologiske univers. 2002
- Marx og marxismen som stadig aktuel udfordring. 2002
- Marx og historieskrivningen. 2009
- Klasseanalysens kritiske skarphed og nutidige relevans. 2010
- Stat, Nation, Klasse. 2013—14
- Den europæiske deltagelseskrise. 2017